# Joseph De Craecker
Joseph De Craecker, född 19 januari 1891 i Antwerpen, död 23 oktober 1975, var en belgisk fäktare.
Han blev olympisk silvermedaljör i värja vid sommarspelen 1920 i Antwerpen.